# Charles Lavaivre
Charles Lavaivre (14. února 1909 – 20. března 1964) byl francouzský reprezentační hokejový obránce.
V roce 1924 byl členem francouzského hokejového týmu, který skončil šestý na zimních olympijských hrách.